# Arbeitsgericht Neustadt
Das Arbeitsgericht Neustadt war ein Arbeitsgericht mit Sitz in Neustadt im Schwarzwald, heute Stadtteil von Titisee-Neustadt im Landkreis Breisgau-Hochschwarzwald in Baden-Württemberg.

## Geschichte
Gemäß Arbeitsgerichtsgesetz vom 23. Dezember 1926 wurden in Deutschland Arbeitsgerichte gebildet. Diese waren nur in der ersten Instanz organisatorisch selbstständige Gerichte, die Landesarbeitsgerichte waren den Landgerichten zugeordnet. Am Landgericht Freiburg entstand so 1927 das Landesarbeitsgericht Freiburg als eines von sechs Landesarbeitsgerichten in der Republik Baden. In Neustadt entstand das Arbeitsgericht Neustadt. Sein Sprengel umfasste die Gerichtsbezirke der Amtsgerichte Neustadt, St. Blasien und Bonndorf.
Nach der Besetzung Deutschlands durch die Alliierten wurden 1945 zunächst alle Gerichte geschlossen. Die ordentlichen Gerichte wurden schon bald wieder eröffnet, während die Arbeitsgerichte zunächst nicht wieder eingerichtet wurden, so dass arbeitsgerichtliche Streitigkeiten von den ordentlichen Gerichten erledigt werden mussten. Gemäß Kontrollratsgesetz 21 vom 30. März 1946 sollten in Deutschland Arbeitsgerichte aufgebaut werden. Die Umsetzung in Baden erfolgte erst durch die Anordnung über die Errichtung der Arbeitsgerichtsbehörden vom 8. März 1949. Das Arbeitsgericht Neustadt wurde dabei nicht neu gebildet.